# Muro della Fornace
Il Muro della Fornace, in origine denominato Southern supercluster (Superammasso meridionale), è un superammasso di galassie situato in vicinanza del Gruppo Locale. È costituito da un lungo braccio di galassie che si estende per circa 135 milioni di anni luce dalla costellazione della Balena a quella del Dorado, attraversando le costellazioni della Fornace, dove ha il suo centro, di Eridano e dell'Orologio.
È stato descritto inizialmente come Southern supercluster da de Vaucouleurs nel 1953.
Ha dimensioni inferiori a quelle del Superammasso della Vergine con il quale non è fisicamente connesso. Decorre parallelo al Muro dello Scultore ed è posto perpendicolarmente al Muro della Gru.
Sembra possedere tenui connessioni con il Superammasso di Perseo-Pesci. È stato infine proposto che costituisca un'unica struttura con il Superammasso del Centauro ed il Superammasso della Vergine, formando la Grande Muraglia del Centauro (Centaurus Great Wall), anche se l'area dell'eventuale connessione risulta oscurata dal piano galattico.
È formato da 2 ammassi di galassie, 31 gruppi di galassie e numerose galassie sparse. Tra le più rilevanti strutture situate nel Muro della Fornace troviamo l'Ammasso della Fornace, l'Ammasso di Eridano e il Gruppo del Dorado.
| Nome                                   | R.A. (J2000)  | Dec (J2000)  | Redshift (z) | Distanza in milioni di anni luce |
| -------------------------------------- | ------------- | ------------ | ------------ | -------------------------------- |
| Abell S373 (Ammasso della Fornace)     | 03h 38m 27.9s | -35° 26′ 54″ | 0,0046       | 57                               |
| Ammasso di Eridano                     | 03h 19m 58.4s | -19° 21′ 57″ | 0,005157     | 72                               |
| Gruppo del Dorado (Gruppo di NGC 1566) | 04h 21m 29.3s | -55° 04′ 35″ | 0,00431      | 57                               |
| Gruppo di NGC 1097                     | 02h 45m 41.5s | -29° 59′ 15″ | 0,00434      | 51                               |
| Gruppo di NGC 1255                     | 03h 11m 40.9s | -25° 53′ 13″ | 0,005512     | 77                               |
| Gruppo di NGC 1532                     | 04h 12m 24.9s | -32° 30′ 05″ | 0,004146     | 53                               |
| Gruppo di NGC 1519                     | 04h 08m 06.7s | -17° 07′ 24″ | 0,006036     | 84                               |
| Gruppo di NGC 1359                     | 03h 38m 40.0s | -18° 26′ 57″ | 0,0142       | 183                              |
| Gruppo di NGC 1209                     | 03h 02m 05.9s | -15° 49′ 14″ | 0,009263     | 129                              |
| Gruppo di NGC 584                      | 01h 33m 21.4s | -07° 01′ 17″ | 0,006004     | 67                               |
| Gruppo di NGC 681                      | 01h 49m 49.7s | -10° 03′ 05″ | 0,006158     | 70                               |
| Gruppo di NGC 720                      | 01h 52m 57.5s | -13° 30′ 20″ | 0,005871     | 67                               |
| Gruppo di NGC 908                      | 02h 22m 14.9s | -21° 00′ 04″ | 0,005143     | 72                               |
| Gruppo di NGC 936                      | 02h 28m 26.1s | -01° 29′ 16″ | 0,004873     | 54                               |
| Gruppo di NGC 676                      | 01h 50m 54.6s | +05° 24′ 50″ | 0,004807     | 51                               |
| Gruppo di NGC 864                      | 02h 15m 18.0s | +06° 01′ 00″ | 0,005227     | 73                               |
| Gruppo di NGC 691                      | 01h 50m 37.0s | +21° 54′ 14″ | 0,009762     | 118                              |
| Gruppo di NGC 488                      | 01h 21m 18.8s | +03° 31′ 51″ | 0,007812     | 90                               |
| Gruppo di NGC 524                      | 01h 24m 01.9s | +09° 26′ 05″ | 0,008006     | 93                               |
| Gruppo di NGC 1052                     | 02h 41m 09.3s | -08° 07′ 10″ | 0,004927     | 56                               |
| Gruppo di NGC 1068                     | 02h 42m 53.3s | +00° 17′ 28″ | 0,003773     | 40                               |
| Gruppo di NGC 1672                     | 04h 47m 52.3s | -59° 41′ 54″ | 0,003886     | 53                               |
| Gruppo di NGC 1947                     | 05h 26m 47.6s | -63° 45′ 36″ | 0,004198     | 59                               |
| Gruppo di NGC 1433                     | 03h 53m 06.5s | -45° 20′ 59″ | 0,003505     | 49                               |
| Gruppo di NGC 1792                     | 05h 08m 10.8s | -37° 42′ 17″ | 0,003806     | 52                               |
| Gruppo di NGC 1800                     | 05h 09m 38.3s | -32° 12′ 50″ | 0,002425     | 34                               |
| Gruppo di NGC 2427                     | 07h 44m 00.0s | -50° 00′ 00″ | 0,003422     | 48                               |
| Gruppo di NGC 2442                     | 07h 32m 32.8s | -69° 30′ 10″ | 0,00475      | 69                               |
| Gruppo di NGC 2836                     | 09h 07m 00.0s | -68° 08′ 00″ | 0,005311     | 74                               |
| Gruppo di NGC 2835                     | 09h 14m 40.5s | -23° 25′ 25″ | 0,002672     | 37                               |
| Gruppo di NGC 2997                     | 07h 32m 32.8s | -69° 30′ 10″ | 0,003532     | 61                               |
| Gruppo di NGC 3175                     | 10h 10m 13.3s | -28° 49′ 48″ | 0,003639     | 63                               |
| Gruppo di ESO 501-23                   | 10h 39m 02.6s | -24° 21′ 07″ | 0,003502     | 49                               |